# 多賀谷政広
多賀谷 政広（たがや まさひろ）は、戦国時代から安土桃山時代にかけての武将。結城氏の家臣。多賀谷重経の父・政経は従兄弟に当たる。

## 略歴
多賀谷為広の子として誕生。多賀谷氏が結城氏に帰属する際、その人質として差し出され、そのまま結城氏の家臣となった。
結城晴朝の時代には、主に下野宇都宮氏や佐竹氏、後北条氏などに対する外交の使者として活躍し、弘治2年（1556年）に下都賀郡内に知行を受け、天正14年（1586年）には常陸国の小栗城の在番も務めた。天正18年（1590年）、小田原征伐で豊臣秀吉に謁見し、結城秀康の結城氏入嗣をまとめた。この際、秀康から2050石の知行を受けている。
政広の後を継いだ村広は土浦城の城代を務め、福井藩に移封後も活躍したという。